# デッド
デッド (Dead、本名:ペル・イングヴェ・オリーン (Per Yngve "Pelle" Ohlin)、1969年1月16日 - 1991年4月8日)は、スウェーデン・ストックホルム出身のヘヴィメタルミュージシャン。ノルウェーのブラックメタルバンド、メイヘム (Mayhem)のボーカリストとして著名。また、メイヘム加入前は、スウェーデンのブラック/スラッシュ/デスメタルバンド、モービッド (Morbid)に参加していた。
活動期間も短い上に、スタジオ・アルバムに参加したことはなく、ライブ・アルバムやデモテープなどにしか音源は残っていないが、その過激なパフォーマンスや凄絶な最期などにより、ブラックメタルの中でも最も有名なボーカリストの一人である。また、コープスペイントと呼ばれる死化粧をブラックメタルに取り入れたパイオニアとしても有名である。 
ロードランナー・レコードの『THE 50 GREATEST METAL FRONT-MEN OF ALL TIME!』で48位にランクインした。

## バイオグラフィー
1969年、スウェーデンの首都・ストックホルムで生まれる。出生名は、ペル・イングヴェ・オリーン(Per Yngve Ohlin)。幼少期は、睡眠時無呼吸症候群を患っていた。また10歳の時には、脾臓破裂を負ったこともある。後にオリーンが語ったことによると、アイススケートでの事故が原因だったという。しかし、スウェーデンのメタルに関する書籍『Blod eld död』に掲載された独占インタビューでオリーンの兄弟が語ったところによると、オリーンは学校でいじめにあっており、その際の暴行が原因で脾臓破裂に至ったと語っている。オリーンは病院に担ぎ込まれ、一時臨床死の状態となった。結果的にオリーンは蘇生し回復したものの、この臨死体験の後、オリーンは死に憑りつかれていったとされている。
1986年に、ブラック/スラッシュ/デスメタルバンド、モービッド (Morbid)を結成。このバンド活動からデッド (Dead)というステージネームを使い始めた。モービッドには、後にエントゥームドで活動する、ウフェ・セイダールンド（ギター、当時ナポレオン・ピュークス (Napolean Pukes)と名乗っていた）とL-G・ペトロフ（ドラムス、当時ドラッテン (Drutten)と名乗っていた）が参加していた。モービッドでは『December Moon』というデモテープに参加したが、短期間でバンドをやめることを決め、隣国ノルウェーのブラックメタルバンド、メイヘム (Mayhem)のメンバーと連絡を取った。メイヘムの当時のベーシスト、ネクロブッチャーによるとデッドは最初、デモテープと手紙、磔にされた鼠を小包に入れて送ってきたという。ネクロブッチャーはその小包を紛失してしまったが、オリーンの連絡先については控えていたため連絡を取ることが出来た。このコンタクトの結果、1988年にデッドはメイヘムに加入することになり、ノルウェーに移住した。

### 人物
インタビューで、同僚だったミュージシャン達はしばしば、デッドのことを風変りで内向的な奴だったと語っている。メイヘムのドラマーであるヘルハマーは、デッドを「とても奇妙な性格...抑鬱的、憂鬱、そして暗い」と述べている。また、メイヘムのギタリスト、ユーロニモスは一度デッドについて、「俺は正直、デッドは精神的に狂っていると思う。お前は、飢えによる苦痛を得るために絶食をする奴のことを、ほかにどうやって表現できる? 自分の葬儀の予告が書かれているTシャツを着るような奴のことを」と述べている。メイヘム初期のドラマーのマンハイムは、後にデッドの性格をダグラス・アダムズのSF小説、「銀河ヒッチハイク・ガイド」シリーズに登場するパラノイアぎみの根暗ロボット、マーヴィンになぞらえた。
エンペラーの元ドラマー、ファウストは次のように述べている。
「彼（デッド）は、よくわからない奴だった。メイヘムの他のメンバーの奴らですら理解していないのではないかと思う。近寄りがたいやつだったね。彼が死ぬ2週間前にも俺は会ったよ。おそらく、合わせて6回から8回程度会っていると思う。変なことをたくさん考えているやつだった。オーシェト[ユーロニモス]が彼について話してて、ユーモアのかけらもないやつだって言っていたことを俺は覚えているよ。ユーモアはあったんだけど、とてもわかりづらかったんだよね。正直、彼はこの世の生を楽しんじゃいなかったと思う。ま、だから自殺したわけだけどさ」
メイヘムのライヴアルバム『Live in Leipzig』のディスクジャケットでは、デッドの次の言葉が印刷されている。"Jag är inte en människa. Det här är bara en dröm, och snart vaknar jag. Det var för kallt och blodet levrades hela tiden" （俺は人間じゃない。これはただの夢、だからじきに目が覚める。とても寒くて、血液はいつも凝固しているんだ）記事の中で、ジャーナリストのクリス・キャンピオンは、デッドはおそらくコタール症候群に罹っていたのではないかと書いている。この症候群に罹っていたということは、彼が少年期のトラウマから、自分が死んだと信じていたことを意味している。

### パフォーマンス
ライヴでは、自分の望んだイメージや雰囲気を作るために手段を選ばなかった。キャリア当初から、彼は顔を白と黒に塗るコープスペイントを行うことで知られていた。ネクロブッチャーは、「キッスやアリス・クーパーがやっていた化粧とは関係ない。デッドは、実際に死者に見えるようにしたかったんだ。カッコよく見せたいと思ってやったわけじゃなかった」と述べている。ヘルハマーはデッドを「コープスペイントを使った初めてのブラックメタルミュージシャンだった」と語っている。
死者に完璧に扮するために、デッドはステージ衣装を土に埋めて、夜のコンサートで着るために掘り返そうとしていた。ヘルハマーは次のように述べている。
「ショーの前、デッドはステージ衣装が腐敗し始め、"墓"の香りが移るように、土に埋めていた。彼はステージに上がると"死体"になった。そればかりか、彼は一度俺たちに自分を土に埋めるように頼んだことがある - 肌を青白くしたがっていたのさ。」
メイヘムのツアー中、彼は烏の死骸を見つけ、それをポリ袋に採集した。彼はそれを共に持ち運び、ステージに行く前には、"彼の鼻孔に死臭を伴って"歌うためにその鳥の臭いを嗅ごうとしたこともある。この他にも彼は鳥の死骸をベッドの下に保管していた。
スレイヤーマガジンのインタビューで、デッドはどのようにして彼とバンドがライヴでポーザーを排除しようとしたのか説明した。
「俺たちがそこで演奏する前、そこには300人ほどの群集がいたが、2曲目の"Necrolust"の中で俺たちはそいつらの周りに豚の頭を投げるようにしたんだ。たった50人が残った、俺はそれが良いんだ!...俺たちは、コンサートで、そこにあるべきでないような恐怖を欲したんだ。...もし誰かが顔面に投げつけられた血や腐敗した肉が嫌いなら、そんな奴らは失せろ」

### 自傷と自殺
やがて、デッドを取り巻く社会情勢と彼自身の死への執着は、彼の精神状態を大幅に悪化させていった。彼は、ステージ上でしばしば、ナイフや割れた瓶で自傷行為を行おうとするまでになった。しかし、友人といても自傷行為を行おうとするので、彼らは彼を制止し、傷の手当てをしなければならなかった。それは、友人の多くを心配させたが、デッドの極端なネガティブさがメイヘムのイメージに合うと感じたユーロニモスは彼の自殺傾向に魅了されていった。そして、デッドの友人によると、ユーロニモスはしばしばデッドに自殺を勧めていたという。マンハイムは、「オーシェト（ユーロニモス）が純粋な悪からそうしたのか、それともただ弄んでいたのか、俺には分からない」と語っている。
1991年には、デッドとユーロニモスは、ノルウェーのクロクスタ近郊の森の中の一軒家で共同生活をしていた。その一軒家はバンドのリハーサルにも使われる場所だった。メイヘムのベーシスト、ネクロブッチャーは彼らと少しの間住んだ後に語ったところによると、デッドとユーロニモスは"互いの神経にとても障っていた"という。1991年初頭、バーズムのヴァルグ・ヴィーケネスが、デッドの所持するショットガンの弾丸数発をデッドに送った。1991年4月8日、デッドが家に一人で残っていた間に、彼はナイフで手首と首を切り裂き、それから頭をショットガンで撃ち抜き、自殺を遂げた。彼は短い遺書を残しており、それには室内で銃を使うことへの謝罪が書かれており、"Excuse all the blood"と〆られていた。
遺体はユーロニモスによって発見された。ドアに鍵が掛かっており、家の鍵が無かったため、彼は開いている窓に登って家に入った。彼はデッドの遺体を見つけるとすぐにカメラを持ち、遺体の写真を撮った。それらは、後述するように後に商品に用いられることとなる。伝えられるところでは、彼はデッドの割れた頭蓋骨の欠片を採取したという。ユーロニモスがこのような行動をとった動機は不明であるが、ネクロブッチャーは、写真を撮ることや他人にそれらを見せようとすることは、友人の死を見てしまったことの衝撃への対処ではないかと推測している。ヘルハマーが写真を現像した後、ユーロニモスは最初その写真を破棄することを約束したが、結局破棄することは無かった。ユーロニモスは、自身のレコードショップ、ヘルヴェテで封筒に入れて、写真を保管していた。伝えられるところによれば、ユーロニモスは、写真のうち1枚をコロンビアのウォーマスター・レコードのオーナーに送っていた。そして、1995年にリリースされた、メイヘムのブートレグライヴアルバム『ドーン・オブ・ザ・ブラック・ハーツ』のディスクジャケットにその写真が用いられた。そのジャケットは、Gigwise.comの"The 50 Most Controversial Album Covers Of All Time"で1位にランクされている。
この自殺は、ユーロニモスと彼の友人たちの間の亀裂の原因となった。彼らは、自殺前のデッドに向かってのユーロニモスの態度に嫌気がさしていた。特に、デッドと親しかったネクロブッチャーは、デッドの自殺を機にユーロニモスとの友人関係を断絶し、メイヘムを脱退している。マンハイムは後に、ユーロニモスはデッドに自殺するチャンスを与えるために、故意にデッド一人を家に残すようにしたのではないかと推測している。デッドの自殺は、ブラックメタルシーンの"思想の変化"を引き起こすといわれ、メイヘムのメンバーによって行われる悪名高い行為の序章であった。
スウェーデンの新聞での死亡記事によると、デッドの葬儀はスウェーデン・ストックホルム県ハーニンゲ市の東ハーニンゲ教会 (Österhaninge kyrka)で1991年4月26日、金曜日、朝10時から開かれ、遺体は東ハーニンゲ墓地 (Österhaninge kyrkogård)に埋葬された。

## その他
- スウェーデンのドゥームメタルバンド、キャンドルマス (Candlemass)の2ndアルバム『Nightfall』に収録されている楽曲、『Bewitched』のプロモーション・ビデオに短時間であるが出演している[17][18]。
- ノルウェーのブラックメタルバンド、イモータルが1991年7月にリリースしたデモテープ、『Immortal』のカバー・アートワークにはデッドの描いた絵が用いられている[19]。

## ディスコグラフィ
| タイトル                 | バンド     | レコーディング日時           | 形式                     | 備考                                        |
| ------------------------ | ---------- | ---------------------------- | ------------------------ | ------------------------------------------- |
| Morbid Rehearsal         | モービッド | 1987年8月7日                 | デモテープ               |                                             |
| Live in Stockholm        | モービッド | 1987年10月23日/1988年2月26日 | ライヴ・レコーディング   | 2000年にリリース                            |
| December Moon            | モービッド | 1987年12月25日               | デモテープ               |                                             |
| Dawn of the Black Hearts | メイヘム   | 1990年2月28日                | ライヴ・ブートレグ       | 1995年リリース                              |
| Freezing Moon/Carnage    | メイヘム   | 1990年4月                    | デモテープ               | 1996年にシングル『Freezing Moon』として再発 |
| Live in Leipzig          | メイヘム   | 1990年11月26日               | ライヴ・レコーディング   | 1993年リリース                              |
| Out from the Dark        | メイヘム   | 1991年初頭                   | デモアルバム(リハーサル) | 1996年リリース                              |